# Sofía Casanova
Sofía Guadalupe Pérez Casanova de Lutosławski (Almeiras, La Coruña, 30 de septiembre de 1861-Poznań, Polonia, 16 de enero de 1958) fue una periodista, poeta y novelista, la primera española que se convirtió en corresponsal permanente en un país extranjero y corresponsal de guerra. Fue una mujer culta, muy conocida en los ambientes literarios de la época. En su trabajo destacó el perfil humano de sus crónicas como corresponsal del diario ABC en Polonia y Rusia en las que narraba el sufrimiento de la población civil durante las guerras que cubrió, a las que se añadía el valor literario. Su actividad por toda Europa le permitió vivir acontecimientos como la lucha de las sufragistas en Inglaterra, el desarrollo del sindicalismo, la formación del Partido Bolchevique en la Rusia zarista, la Primera y la Segunda Guerra Mundial además de la persecución de los judíos por el régimen nazi en el gueto de Varsovia. En 1915 entrevistó en exclusiva a Trotski. Colaboró en periódicos como ABC, La Época, El Liberal, El Imparcial de Madrid; en la revista Galicia, en otras publicaciones gallegas y en prensa internacional, como la Gazeta Polska y el New York Times. De convicciones católicas y monárquicas en la guerra civil española se sumó a los partidarios del general Franco.
Vivió noventa y seis años. Su longeva vida le permitió dejar una amplia obra abarcando todos los géneros literarios.

## Biografía
Sofía Guadalupe Pérez y Casanova nació el 30 de septiembre de 1861 en Almeiras, hija natural de Rosa Casanova Estomper, nacida en Nueva Orleans, y de Vicente Pérez Eguía, litógrafo nacido en San Martín de Valongo, en Cortegada (Orense), que se casaron dos años después de su nacimiento. Tras el nacimiento del tercer hijo, su padre abandonó a la familia, siendo Sofía todavía muy pequeña, y dejándoles sin recursos, de manera que para sobrevivir se fueron a vivir con los abuelos maternos, con el apoyo económico del abuelo ferrolano Juan Bautista Casanova Pla Cancela, marino de profesión.
Pasó su infancia en el Pazo del Hombre en San Julián de Almeiras (La Coruña) y comenzó sus estudios en la escuela de Doña Concha que más tarde completó en el Conservatorio de Madrid, ciudad donde se trasladó con su madre, hermanos y abuelos maternos. En la capital de España empezó a estudiar poesía y declamación. Allí comenzó a hacer amigos dentro del mundo literario, entre ellos estaba Blanca de los Ríos, con quien se llevaba especialmente bien. El marqués de Valmar se fijó en ella y la ayudó a publicar algunos de sus poemas en publicaciones madrileñas como Telegrama, El Obrero, Flores y Pestas, Semana Literaria o Imparcial y también en La Ilustración (Barcelona), Domingos del Faro y Folletín (Galicia).  
Sus primeros poemas se publicaron cuando ella tenía quince años en el Faro de Vigo. No fue ella sino su madre quien los remitió al periódico al encontrarlos guardados en su habitación. El talento por la poesía de Sofía se reconoció en los círculos literarios más selectos que frecuentaba con asiduidad. A principios del 1880 ya se había ganado un nombre como joven promesa de la poesía y era elogiada como «poetisa de corazón». En esa época comenzó también su carrera como actriz y entre 1878 y 1882 actuó en el Teatro Español. 

### En la corte de Alfonso XII
Fue protegida por el poeta Ramón de Campoamor, quien la introdujo en las tertulias literarias del conde de Andino, tutor del rey Alfonso XII, y del marqués de Valmar, que se convirtió en un buen amigo y mentor. A través del marqués fue presentada en la corte de Alfonso XII, que organizaba veladas poéticas. A los veinte años era ya una poetisa consagrada.
En 1885 el propio monarca costeó la edición de su libro Poesías. Según los biógrafos de Alfonso XII la debilidad que sentía por Sofía se debía en parte al gran parecido físico que esta tenía con la infanta Eulalia de Borbón.
En las tertulias que frecuentaba, mantuvo trato con intelectuales de la época, entre ellos Emilio Ferrari o Bernard Shaw. Entre las mujeres escritoras que conoció estaban Concepción Jimeno Gil, su amiga de juventud Blanca de los Ríos, Sofía Tartilán, Filomena Dato y Emilia Pardo Bazán. 
En estos círculos, Campoamor le presentó al excéntrico profesor, filósofo y diplomático polaco Wincenty Lutosławski, un políglota experto en Platón que había llegado a Madrid procedente de Francia y estaba estudiando el pesimismo en la literatura española, sobre lo que luego publicó un libro. Se casaron en la iglesia de San Marcos el 19 de marzo de 1887 y tuvieron cuatro hijas, María, Izabela, Yadwiga, fallecida muy joven de disentería en 1895, sumiendo a Sofía en una fuerte depresión, y Halina, que nació en Galicia.
Tras la boda se instaló en Drozdowo, un pueblo en el norte de Polonia del que era originaria la familia de Wincenty Lutosławski y que por aquel entonces era una provincia u óblast de Rusia. Sin embargo, la pareja y su familia viajaban cada año a Galicia durante el período de verano, lo que le permitió a Casanova mantener una relación directa con su tierra. Sus desplazamientos continuos, como consecuencia de la carrera diplomática de su marido, los combinó con su trabajo como periodista y con su estudio de los idiomas de los países donde residió, lo que le permitió dominar además del castellano y el gallego otros seis idiomas: francés, inglés, italiano, polaco, portugués y ruso, conocimientos clave para las traducciones que realizaría en un futuro. Sus viajes le permitieron además conocer a personalidades del mundo intelectual y político como Tolstoi, Marie Curie o Morel Fatio cuyas opiniones sobre lo español recogió en libros y conferencias.

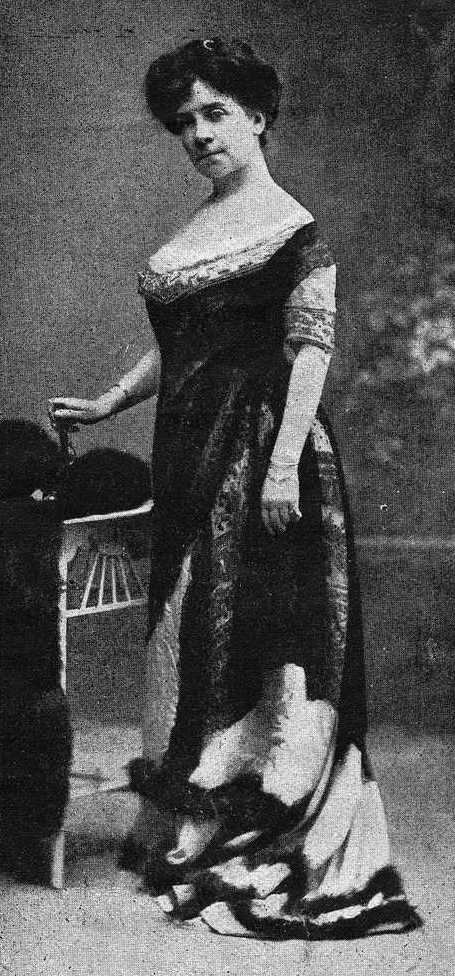
Casanova en Vida Gallega

El matrimonio se distanció. El hecho de no haber tenido hijos varones, apuntan algunas biografías, parece que influyó en la separación de la pareja, pues Wincenty comenzó a tener relaciones con otras mujeres en busca del heredero de su apellido.
En 1905 Casanova decidió instalarse definitivamente en España, cuando tenía cuarenta y tres años de edad y empezaba a tener problemas de visión. Realizó colaboraciones literarias con ABC, El Debate, Blanco y Negro, El Mundo y Galicia, y su hogar madrileño se convirtió en un espacio de encuentro por el que pasaron Basilio Álvarez, Alfredo Vicenti, Ramón y Cajal, Alberto Insúa, Victoriano García Martí y Castelao, que ilustró su libro Princesa del amor hermoso (1909). Mantuvo una intensa actividad social, pronunciando conferencias y participando en las llamadas "obras sociales". 
En 1906 fue elegida miembro de la Real Academia Gallega. Tras la publicación de su novela La mujer española en el extranjero en 1910, su nombre empezó a figurar en las secciones literarias de los periódicos españoles y a ella se la consideraba una «mujer ilustre» en el mundo literario. Aprovechando esta fama, intentó ampliar sus horizontes más allá del mundo de las letras y dedicó parte de su tiempo a la caridad y la educación, presidiendo así el Comité Femenino de Higiene Popular en Madrid. En 1911 entró a formar parte de la Academia Española de la Poesía Española.

### La madeja. Pérez Galdós estrenó su primera obra de teatro
Sofía Casanova es una de las pocas mujeres a las que Benito Pérez Galdos elogió. Después de Gertrudis Gómez de Avellaneda, solo Rosario de Acuña había representado sus dramas en el Teatro Español antes que Sofía Casanova. Pérez Galdós estrenó así la primera pieza dramática de Casanova, La madeja, el 12 de marzo de 1913. En la decisión pesó la influyente opinión de la primera actriz, Matilde Moreno. El argumento de la obra respondía a la idea de que las extranjeras, con su afán de emancipación,  deseaban la destrucción de la familia. Una reacción, según la estudiosa María del Carmen Simón Palmer, de numerosos escritos de finales del siglo XIX y primeros del XX contra las corrientes feministas que llegaban de Estados Unidos. Aunque la crítica elogió el contenido de la obra, la mala interpretación de la noche del estreno -cuenta la crónica- impidió que la comedia se representara en días sucesivos.

### Corresponsal de guerra
Viajó frecuentemente a Polonia, donde vivían sus hijas. Durante uno de estos viajes, en julio de 1914, estalló la Primera Guerra Mundial. Después de un mes de resistencia abandonaron Drozdowo en dirección a Varsovia, donde se hizo enfermera de batallones de moribundos. Ese viaje al horror, cuentan sus biografías, la hirió profundamente y cambió su vida.
Lo narró en una carta al diario ABC, intentado convencer a sus compatriotas de que no estaba justificada su creciente admiración por los alemanes. Torcuato Luca de Tena, propietario y director del diario ABC le escribió con la propuesta de que se convirtiera en la corresponsal de ABC en la Europa oriental, propuesta que ella aceptó.
En 1915 el avance alemán obligó a evacuar Varsovia. Siguió trabajando en el hospital hasta que los alemanes entraron en la ciudad del Vístula y huye con sus hijas en el último tren a Minsk, Moscú y, finalmente, a San Petersburgo. La dinastía Romanov estaba a punto de caer y la escritora y periodista fue testigo del momento e informó de ello no sin dificultades, ya que fue perseguida y censurada por sus crónicas desde San Petersburgo, desde donde narró la muerte de Rasputín y entrevistó a Trotski. Tras estas crónicas, la censura rusa le prohibió la comunicación con España y su silencio provocó que incluso se la llegara a dar por muerta.
En 1917 fue testigo de la Revolución rusa de 1917, que compartió de nuevo en sus escritos.
Durante la insurrección popular del 3 de julio, reprimida con dureza por parte de las tropas gubernamentales, Sofía recibió un golpe accidental en los ojos de parte de uno de los que huían del tiroteo callejero. Las consecuencias de este accidente fueron nefastas para la escritora, ya que a pesar de los cuidados a los que tuvo que someterse no logró volver a ver bien nunca más. A pesar de ello, no dejó de escribir.
En 1918 Polonia logró la independencia y Sofía pudo regresar. En 1919 regresó a España y fue recibida como una heroína con multitud de homenajes.
Entre 1920 y 1930 regresó seis veces a España. Escribió más de cuatrocientos artículos y cuatro libros. En 1925 recibió la Gran Cruz de la Orden Civil de Beneficencia de Alfonso XIII por su colaboración con la Cruz Roja durante la 1ª Guerra Mundial. En 1926 su nombre se barajaba entre las cinco candidaturas españolas al Premio Nobel de Literatura, lo que la convierte en la primera mujer española nominada a este galardón, junto con Concha Espina, receptora de las otras cuatro nominaciones a las letras españolas de ese año.

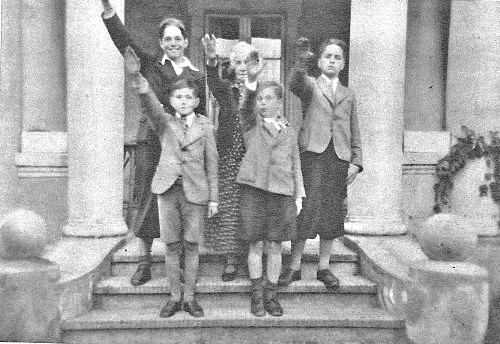
Sofía Casanova hace el saludo fascista rodeada de sus nietos en su casa de Polonia en 1938.

En 1931 fue testigo de la proclamación de la Segunda República Española, con la convicción de que iba a ocurrir en su país lo que le tocó vivir en Rusia en 1917. Con el cierre del periódico ABC, perdió el trabajo durante unos meses. Este hecho le hizo aborrecer a los republicanos, sentimiento que fue en aumento hasta que en 1936 escribió uno de sus últimos artículos de su colaboración con el diario: Mirando a Rusia.

### Guerra civil española
Vivió la guerra civil española desde Varsovia, y desde allí, con el ABC incautado, movió cartas y crónicas en defensa del bando nacional. Rosario Martínez, estudiosa de la figura de Sofía Casanova, señala que su posición fue utilizada por el franquismo:
Sofía Casanova estaba pasando por unos años horribles de penuria extrema, y pretendía incluso mantener a la familia, una familia que había tenido mucho dinero pero que vivió una larga serie de guerras: la Primera Guerra Mundial, la revolución bolchevique, las guerras de fronteras de Polonia, vivió persecuciones políticas y las pasó canutas. Y Sofía, en un momento determinado, se dejó llevar, quizá con buena voluntad, por los consejos de algunos amigos, y fue muy utilizada. No hay que olvidar que en 1938 la trajeron expresamente a Burgos para un acto de propaganda política. Pero tampoco hay que olvidar que Sofía era una persona de ideas conservadoras y que había vivido la revolución bolchevique y que de buena fe confió en el fascismo. Dentro de su mentalidad fue coherente pero en España se la utilizó mucho más allá de lo que pueda ser ético.
Franco quiso conocerla y se reunió con él en Burgos en 1938. En diciembre de ese año declaró a La Voz de Galicia con ocasión de su marcha a Varsovia, que estaba convencida de que el golpe de Estado provocado por un sector del Ejército traería momentos de desarrollo y esplendor a España. Es también el año en el que visitó La Coruña y su aldea por última vez. Siempre contó con el cuidado y con el cariño de una mujer de Almeiras que, además de hacerle compañía permanente, mantuvo vivo en ella el idioma gallego y le ayudó en el cuidado de sus hijas.

### Segunda Guerra Mundial
Regresó a Polonia para pasar la Navidad con su familia y le sorprendió el inicio de la Segunda Guerra Mundial en 1939 cuando se produjo la ocupación nazi del territorio polaco, después de la firma entre Hitler y Stalin del pacto de no agresión germano-soviético y cuya consecuencia fue la terminación de la independencia de Polonia, y se vio obligada a huir a una aldea con una de sus hijas y sus nietos.
La intercesión del embajador de España en Berlín le permitió vivir con cierta seguridad mientras contemplaba la barbarie de los campos de concentración. 
En 1952 la Real Academia Gallega la nombró académica de honor.
Murió el 16 de enero de 1958. Aunque estaba casi ciega, seguía escribiendo ayudada por sus nietos, a los que dictaba sus últimas vivencias. No vio cumplido su deseo de acabar sus días en España. El 25 de enero el diario ABC escribió un breve artículo titulado Ha muerto Sofía Casanova. 
Quienes han investigado y recogido su historia denuncian el olvido al que ha sido sometida su figura a pesar de la relevancia de su biografía y obra.

## Trayectoria periodística y literaria
En el momento de la fundación de la Real Academia Galega, en 1906, Casanova ya tenía trabajo y reconocimiento a nivel mundial, lo que motivó que fuera nombrada miembro de este organismo y que en 1952 se le concediese por unanimidad el título de académica de honor.
Publicó novelas, cuentos, una comedia y más de 1200 artículos en periódicos y revistas en Galicia  y Polonia. Su producción literaria, de narrativa, poesía y teatro fue muy prolífica. Incluye cuatro colecciones de poesía, cinco novelas, ocho novelas cortas, relatos cortos, una obra de teatro que Benito Pérez Galdós le estrenó una obra en el teatro español, un libro infantil y ocho volúmenes de comentarios sociales, culturales y políticos, además de más de mil artículos en publicaciones gallegas, españolas, hispanoamericanas y polacas. Impartió numerosas conferencias sobre la situación de la mujer y relaciones internacionales, tanto en España como en Polonia, tradujo obras clásicas del polaco y el ruso al castellano.
Como periodista escribió casi un millar de crónicas entre las que destacan los artículos publicados en ABC entre 1915 y 1936 y los títulos La mujer española en el extranjero (Madrid, 1910), De la Revolución rusa (Madrid, 1918), Impresiones de una mujer en el frente oriental de la guerra europea (Madrid, 1919), La revolución bolchevista, Diario de un testigo (Madrid, 1920) y El martirio de Polonia (Madrid, 1946).
Tomó partido por una postura pacifista y antibélica y así lo manifestó en sus colaboraciones en la prensa durante la guerra del Rif en Marruecos y en la Semana Trágica de Barcelona; pero la obra donde evidencia esta postura de forma más contundente es en las crónicas de Polonia y Rusia que escribía para la prensa y que se publicaron reunidas en el libro De la guerra en el año 1916.1
Su afición al estudio le llevó a conocer seis idiomas y traducir los escritores polacos más famosos como Henryk Sienkiewicz (Quo vadis?, sin año; Bartek el vencedor, Madrid, 1903) o Zofja Kowalewska (Una nihilista, Madrid, 1909) al español. También tradujo al castellano las obras de Sofía Sienkiewicz. Sus obras fueron traducidas al polaco (Lange), al sueco (Gioran Biorkman), al francés (Gaston Paris) y al italiano (Hugo Della Seta).
Durante los últimos años de su vida, a pesar de impedimentos físicos como su ceguera, continuó con su obra y publicó colecciones como La novela semanal o La novela corta.
En 2022 se publica una antología con las crónicas que escribió como corresponsal en el extranjero, De guerra, revolución y otros artículos.

## Obras
- Poesías. Madrid, A. J. Alaria, 1885
- Fugaces. La Coruña, 1898 (col. Biblioteca Gallega, vol. 47)
- Más que amor. Cartas. Madrid, R. Velasco, 1908
- El cancionero de la dicha. Madrid, R. Velasco, 1911
- Impresiones de una mujer en el frente oriental de la guerra europea. Conferencia. Madrid, Gráfica Excelsior, 1919
- De Rusia. Amores y confidencias. Madrid, 1926.
- Amores y confidencias: de Rusia. Madrid, Libr. y Edit. Madrid, 1927 (Obras completas, 4)
- Las catacumbas de Rusia roja. Madrid, Espasa Calpe, 1933
- Como en la vida. Madrid, Aguilar, 1931
- Como en la vida. Madrid, 1947 (Novelas y cuentos, Año 19, n.º 951)
- El crimen de Beira-Mar. Madrid, Talleres de Ediciones Españolas, 1914 (El Libro Popular, Año 3, n.º 8)
- De la guerra: crónicas de Polonia y Rusia. Primera serie. Madrid, Renacimiento, 1916
- De la Revolución rusa en 1917. Madrid, Renacimiento, 1917
- El doctor Wolski: páginas de Polonia y Rusia. Madrid, Imp. del Suc. de J. Cruzado a cargo de Felipe Marqués, 1894
- El doctor Wolski. Madrid, Prensa Popular, 1920 (La novela corta, Año 5, n.º 255)
- El doctor Wolski. Madrid, Libr. y Edit. Madrid, 1925 (Obras completas, 2)
- El dolor de reinar. Madrid, Publicaciones Prensa Gráfica, 1925 (La novela semanal, Año 5, n.º 213)
- En la corte de los zares. Madrid, Libr. y Edit. Madrid, 1924 (Obras completas, 1)
- En la corte de los zares (del principio y del fin del imperio). Madrid, Biblioteca Rubén Darío, 1929 (Obras completas, 1)
- Episodio de guerra. Madrid, Prensa Popular, 1921 (La novela corta, Año 6, n.º 299)
- Lo eterno. Madrid, Prensa Popular, 1920 (La novela corta, Año 5, n.º 218)
- Exóticas. Madrid, Suc. de Hernando, 1913
- Galicia la inefable. Edición de Mª Rosario Martínez Martínez. Santiago de Compostela, Xunta de Galicia, 1996
- Idilio epistolar. Madrid, Aguilar, 1931
- Kola el bandido. Madrid, Publicaciones Prensa Gráfica, 1923 (La novela semanal, Año 3, n.º 101)
- La madeja. Madrid, Imp. de “Alrededor del mundo”, 1913 (Los contemporáneos y los maestros, 241) [Teatro]
- El martirio de Polonia. 2.ª ed. Madrid, Atlas, 1945 (con Miguel Branicki)
- La mujer española en el extranjero: conferencia... 1910. Madrid, 1910
- El pecado. Madrid, Imp. de Alrededor del Mundo / Libr. de los Suc. de Hernando, 1911 (Biblioteca de escritores gallegos, 10)
- El pecado. Madrid, Libr. y Edit. Madrid, 1926 (Obras completas, 3)
- El pecado. Madrid, Dédalo, [193-?] (Novelas y cuentos)
- Princesa del amor hermoso. Madrid, Impr. Artística Española, 1909 (El cuento semanal, Año 3, n.º 156)
- Princesa del amor hermoso. En: Novelas breves de escritoras españolas, 1900-1936. Edición de Ángeles Ena Bordonada. Madrid, Castalia / Instituto de la Mujer, 1990 (Biblioteca de escritoras, 10)
- Princesa rusa. Madrid, Publicaciones Prensa Gráfica, 1922 (La novela semanal, Año 2, n.º 55)
- La revolución bolchevista: (diario de un testigo). Madrid, Biblioteca Nueva, 1920
- La revolución bolchevista: (diario de un testigo). Edición de M. Victoria López Cordón. Madrid, Castalia / Instituto de la Mujer, 1990 (Biblioteca de escritoras, 11)
- Sobre el Volga helado. Madrid, Prensa Popular, 1919 (La novela corta, Año 4, n.º 196)
- Triunfo de amor. Madrid, Prensa Popular, 1919 (La novela corta, Año 4, n.º 186)
- Valor y miedo. Madrid, Prensa Popular, 1922 (La novela corta, Año 7, n.º 348)
- Viajes y aventuras de una muñeca española en Rusia. Burgos, Hijos de Santiago Rodríguez, 1920